# Lohmann brown

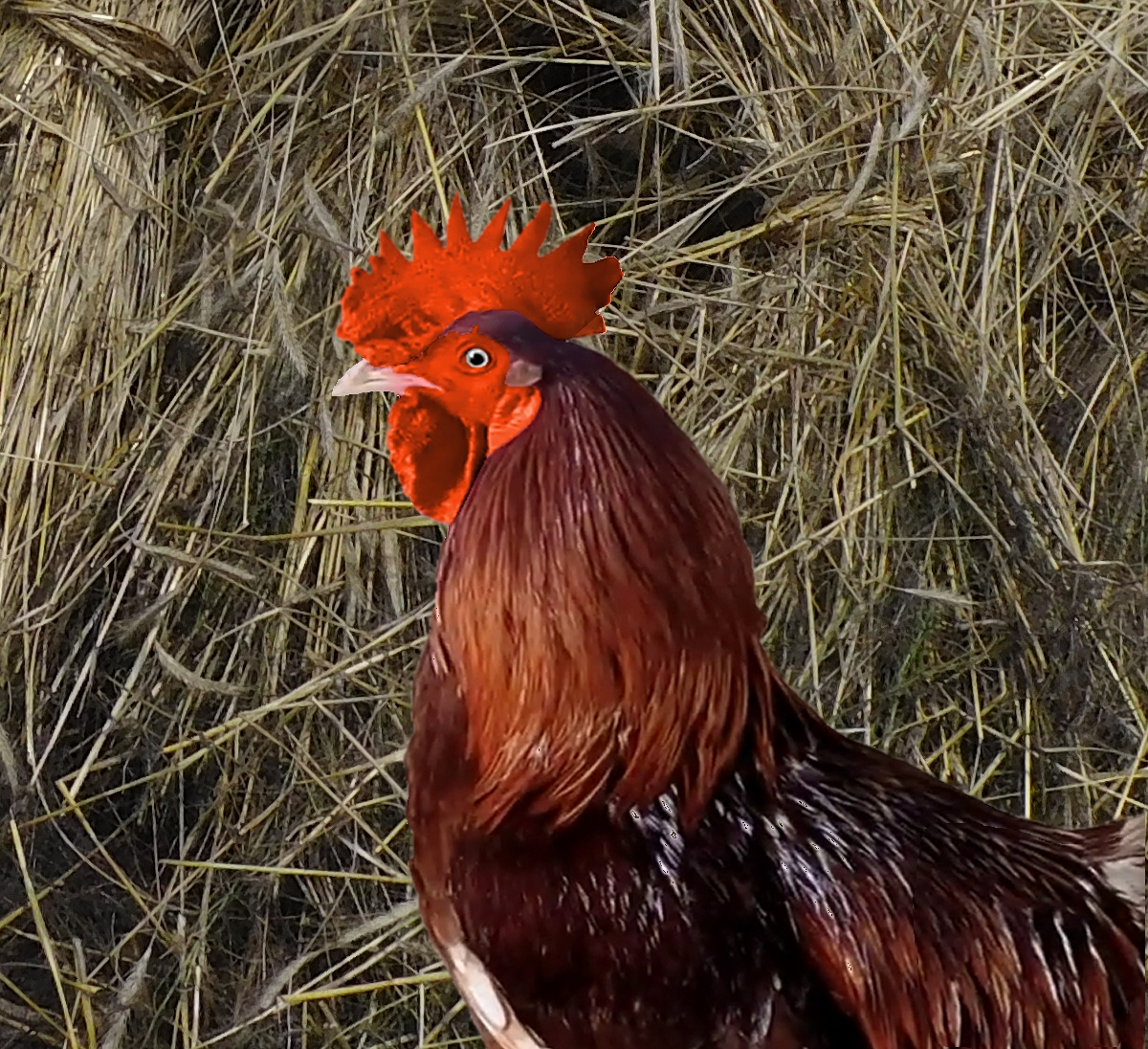
Kop Lohmann Brown Haan

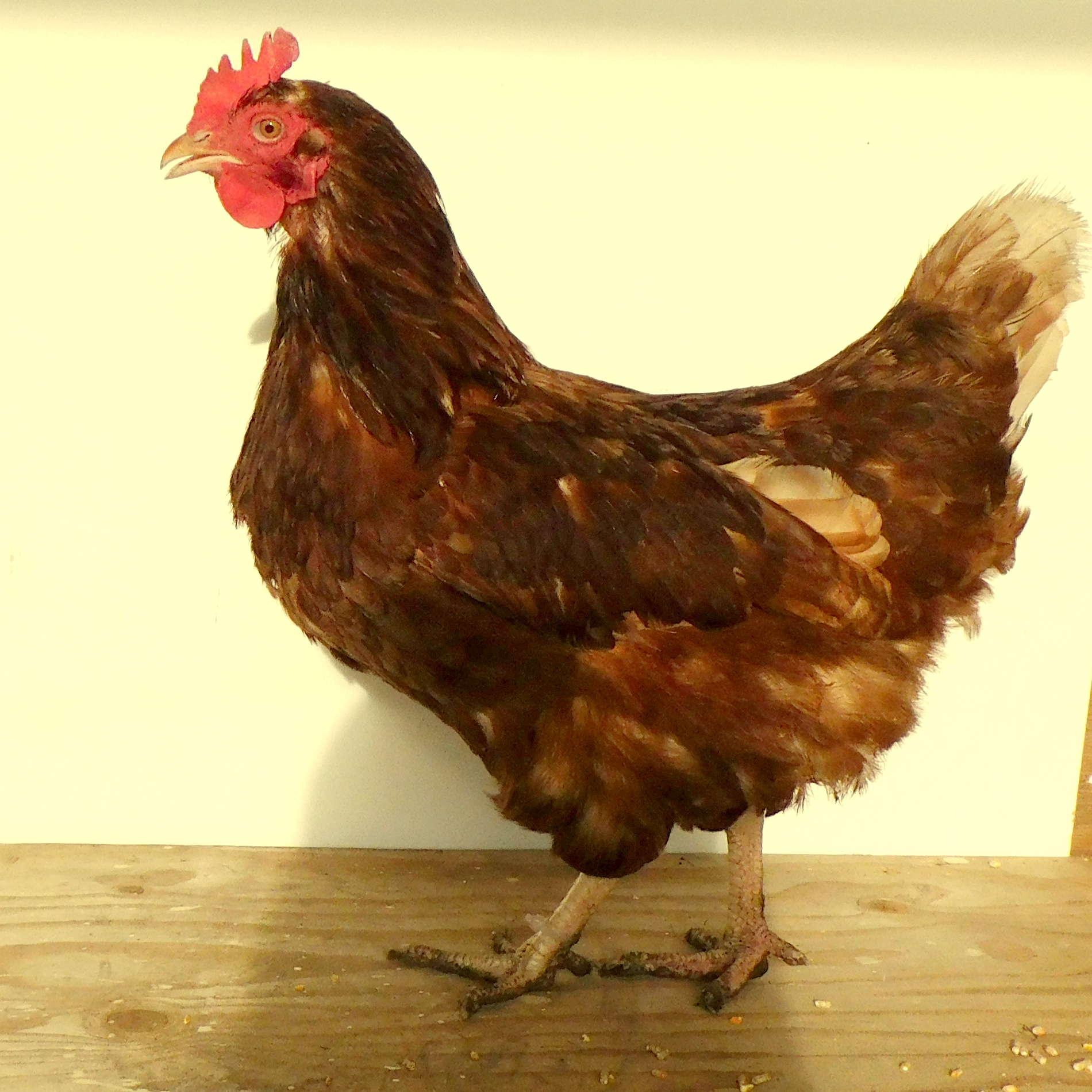
Lohmann Brown

De Lohmann Brown is een hybride legkippenras, gefokt voor de productie van bruine eieren.

## Inleiding
In Nederland werden witte eieren met legbatterijen in verband gebracht. Men dacht dat bruine eieren gezonder waren en beter smaakten. Onderzoek heeft uitgewezen dat er geen verschil in kwaliteit of smaak is tussen witte en bruine eieren.
In Nederland heeft de witte-eieren-leggende-hen een marktaandeel van 70% tot 75% (2024), maar wereldwijd worden nog steeds 60% bruine eieren geproduceerd. Gemiddeld is de productie van witte eieren minder milieubelastend dan die van bruine eieren.
In 1977 begon Lohmann & Co. AG in Duitsland met het ontwikkelen van een legkip voor een hoge productie van bruine eieren, de "Lohmann Selected Leghorn". Vanaf 1984 werd, na de introductie van de Lohmann Brown, de markt voor bruine eieren gedomineerd door deze hen; de vraag naar bruine eieren steeg. Naast de Lohmann Brown Classic werden ook de "Lohmann-Lite" (voor kleinere eieren) en de "Lohmann Brown-Plus" voor de biologische markt gefokt.

## Beschrijving
Voor het fokken van deze kruising werden 4 hybriden gebruikt waaruit bruine kippen werden verkregen. Het geslacht van de kuikens kan in de eerste dagen worden bepaald: het dons van de hennen is rood met een bruine tint en bij de haantjes is het geel. De Lohmann Brown is dicht bevederd en heeft koperkleurige/bruine veren, met witte veren in de nek en aan de uiteinden van de staartveren. De kop heeft een enkele kam en grote lellen. Op het gezicht en de oorschelpen zitten kleine veertjes en de stevige snavel is geelwit tot bruin aan de bovenzijde. De nekveren zijn lang en de vleugels goed ontwikkeld, vooral jonge dieren kunnen goed vliegen. De bouw van de kip is robuust met stevige, gele poten en een goed ontwikkeld skelet en spieren. Ze zijn geschikt voor vrije uitloop ook onder koudere omstandigheden. De hennen zijn rustig en stressbestendig, ook de hanen zijn sociaal en vechten vrijwel niet.
Op Europese leghenhouderijen voor commerciële eierproductie van bruine eieren is de Lohmann Brown-Classic de meestvoorkomende legkip (2024). De eierproductie begint na ongeveer 19 weken en is rendabel tot week 80. Daarna neemt de productie en de kwaliteit, vooral van de eierschaal, af.
Als de kippen worden geruimd zijn ze niet mals genoeg meer voor consumptie. Ze kunnen nog afgemest worden als soepkip, maar de meeste worden naar landen in West-Afrika (Nigeria en Benin) geëxporteerd waar men het vlees wel waardeert.

### Pluimveebedrijven
In Nederland waren er anno 2022 800 leghenhouderijen met in totaal 33 miljoen dieren die 8,6 miljard eieren per jaar produceerden. De bedrijfsvoering kon, meestal door de afnemer bepaald, gericht zijn op gangbaar, 1 tot 3 sterren "Beter Leven". Voor alle klassen zijn de eisen vastgesteld in het Beter Leven-keurmerk.
| Eisen leghennen beterleven keurmerk | Eisen leghennen beterleven keurmerk | Eisen leghennen beterleven keurmerk | Eisen leghennen beterleven keurmerk | Eisen leghennen beterleven keurmerk | Eisen leghennen beterleven keurmerk |
| ----------------------------------- | ----------------------------------- | ----------------------------------- | ----------------------------------- | ----------------------------------- | --- |
| soort                               | Gangbaar                            | 1 ster                              | 2 sterren                           | 3 sterren                           | Legenda Ruimte: aantal dieren per m2 Afleidingsmateriaal: G+S+P = Graan strooien en strobalen+pikstenen Uitloop overdekt % van totale staloppervlakte) + Vrije uitloop min. m2 per kip. |
| ruimte                              | 9/m²                                | 9/m2                                | 9/m2                                | 6 à 7/m2                            | Legenda Ruimte: aantal dieren per m2 Afleidingsmateriaal: G+S+P = Graan strooien en strobalen+pikstenen Uitloop overdekt % van totale staloppervlakte) + Vrije uitloop min. m2 per kip. |
| afleidingsmateriaal                 | Geen eis                            | G+S+P                               | G+S+P                               | G+S+P                               | Legenda Ruimte: aantal dieren per m2 Afleidingsmateriaal: G+S+P = Graan strooien en strobalen+pikstenen Uitloop overdekt % van totale staloppervlakte) + Vrije uitloop min. m2 per kip. |
| uitloop                             | Geen eis                            | 2O%                                 | 50% 4/m2                            | 100% 4/m2                           | Legenda Ruimte: aantal dieren per m2 Afleidingsmateriaal: G+S+P = Graan strooien en strobalen+pikstenen Uitloop overdekt % van totale staloppervlakte) + Vrije uitloop min. m2 per kip. |

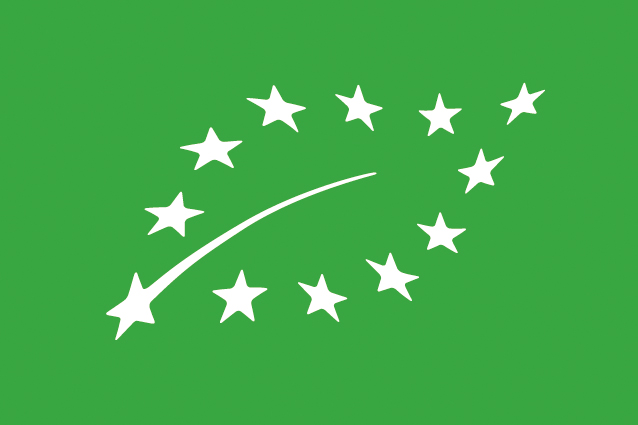

De regels voor biologische eieren zijn onduidelijk, er zijn meerdere organisaties die zich er mee bezig houden de eicode op het ei moet beginnen met 0. Herkenbaar aan het EKO-keurmerk, Europees biologisch keurmerk (het groene of zwarte blaadje) certificatie door Skal (Nederland), COKZ, er is ook nog een klein aandeel voor de biologisch dynamische eieren.
| code | soort                     |
| ---- | ------------------------- |
| 0    | biologisch                |
| 1    | Vrije-uitloopei of grasei |
| 2    | scharrelei                |
| 3    | ei uit Koloniehuisvesting |

### Hobbyfokker
Voor de hobbyist zijn de kippen aantrekkelijk vanwege hun rustige gedrag en goede legeigenschappen, als er geen extra licht wordt gegeven stagneert de leg alleen in de maanden december en januari. In een groep met andere rassen zijn ze sociaal en bevinden zich meestal in het midden van de pikorde.

## Afbeeldingen

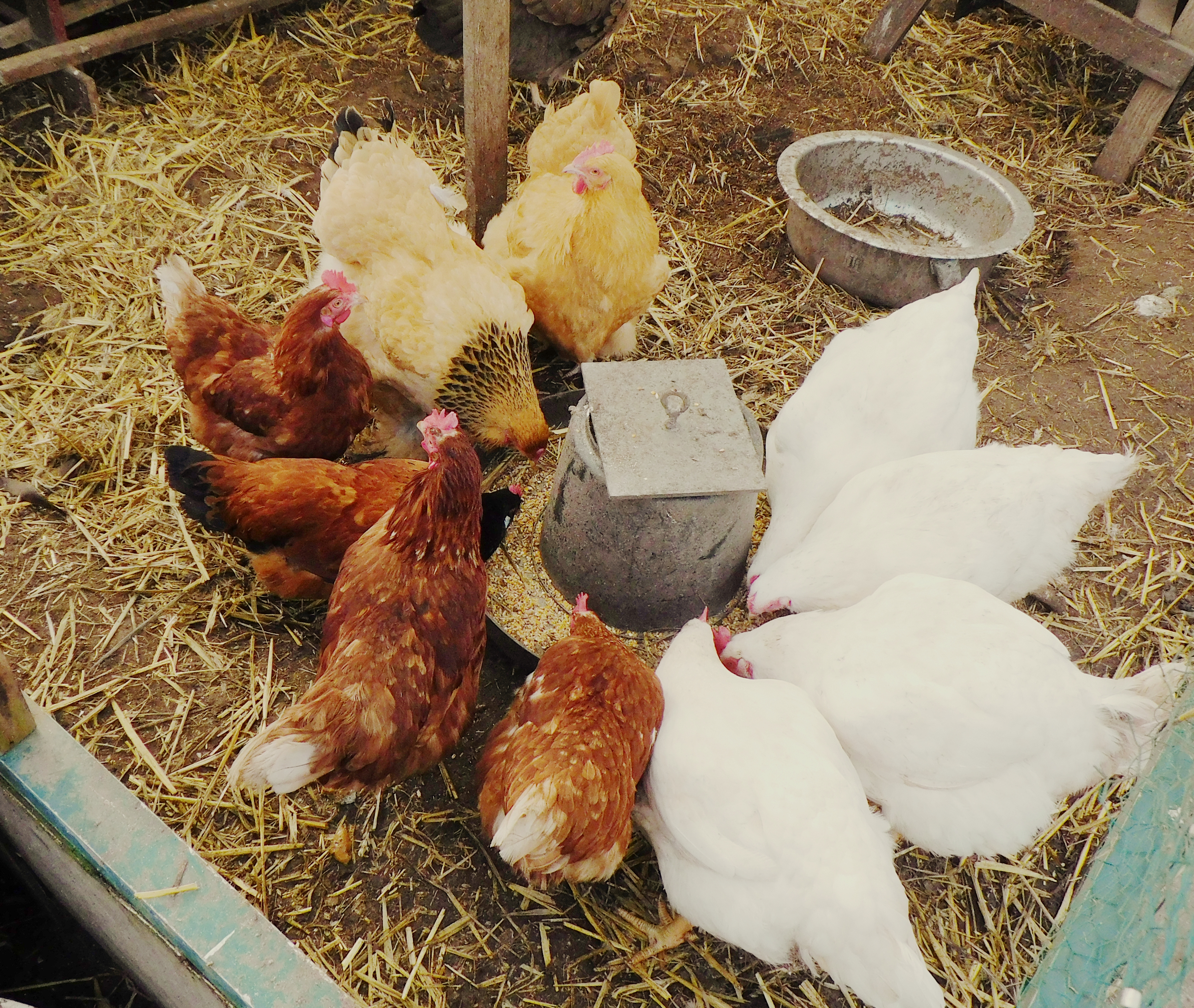
Lohmanns in groep met hobbykippen.
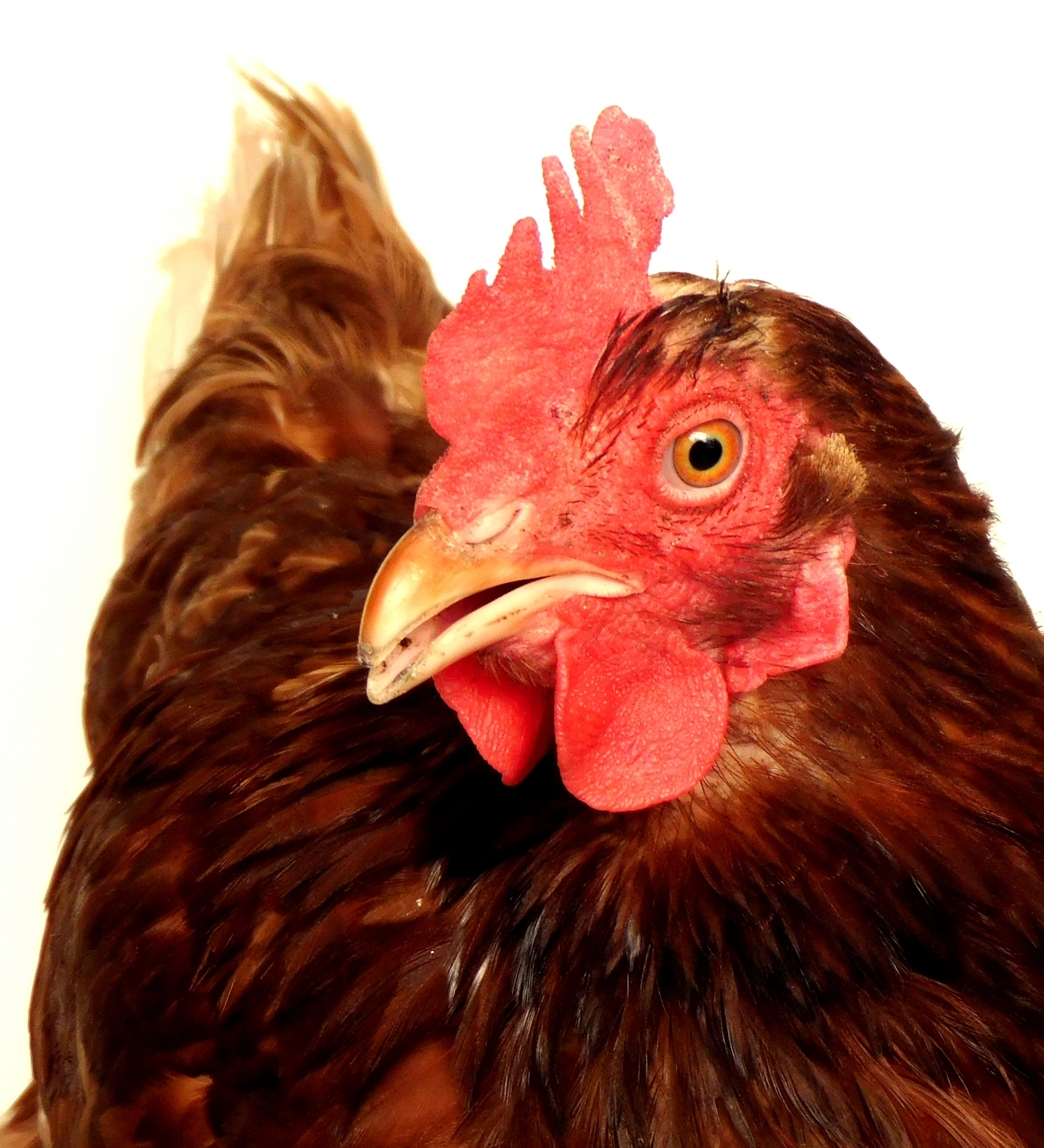
kop zijvooraanzicht
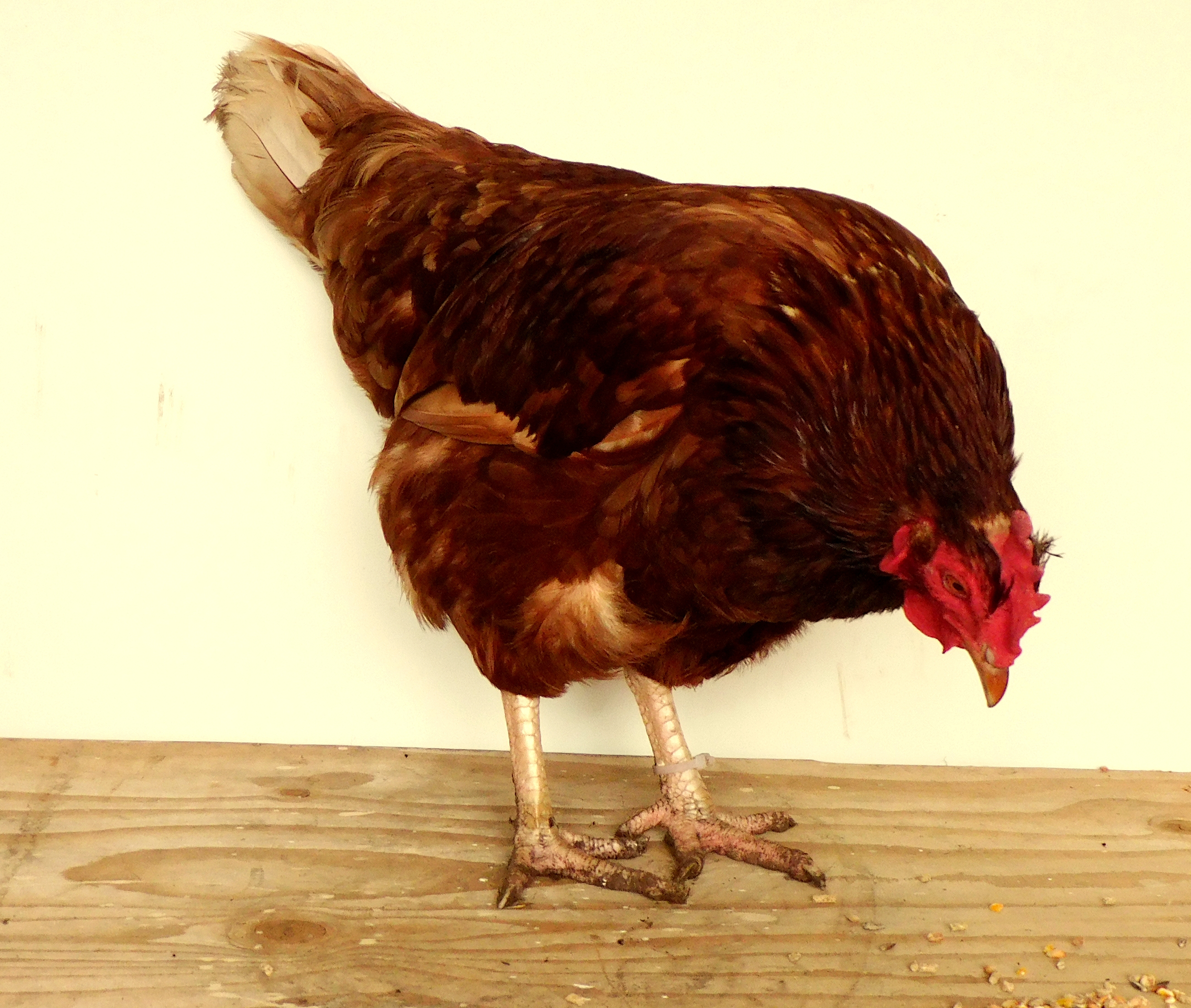
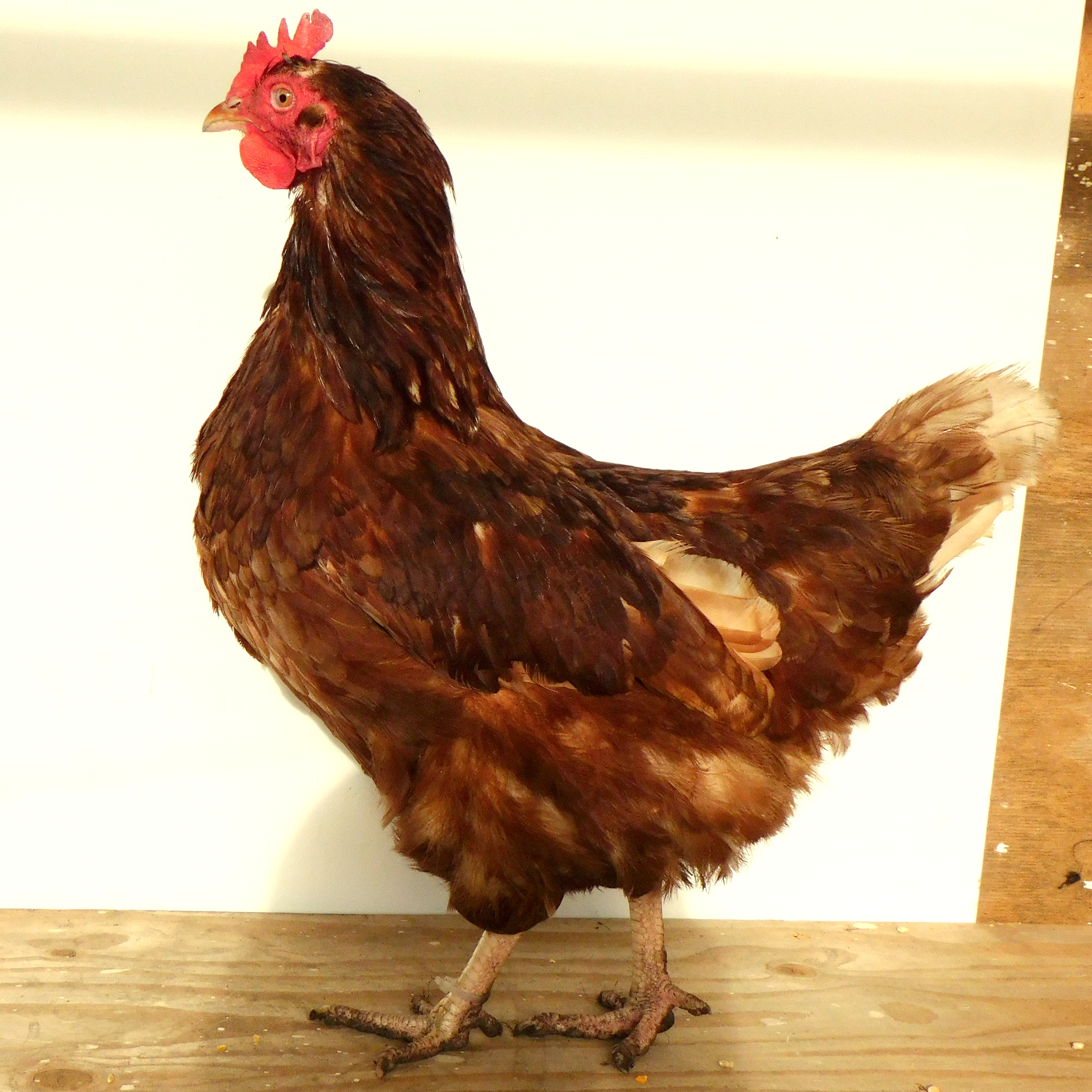
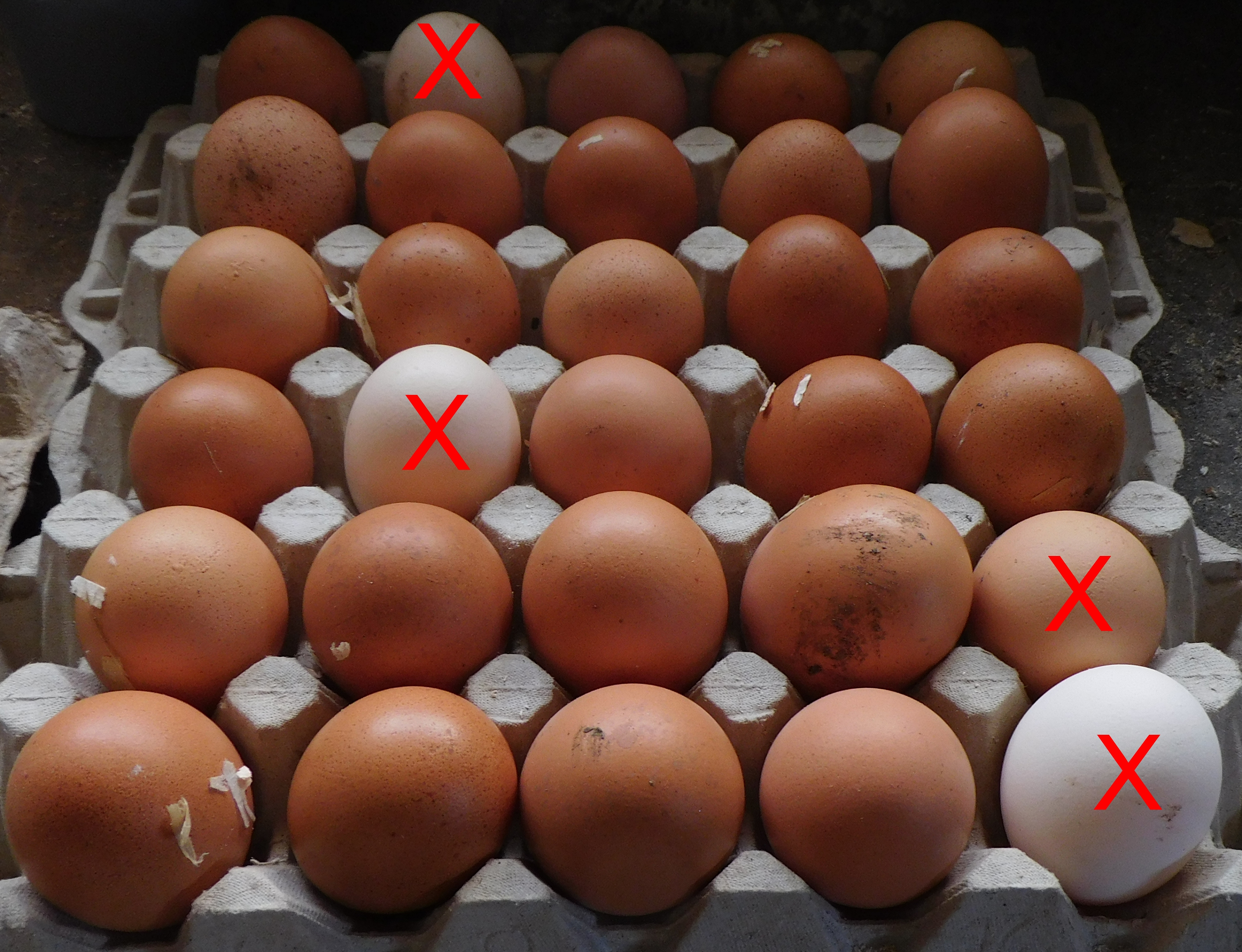
Eieren Lohmann Brown gelegd in de winter ruim in de meerderheid (5 Lohman op 5 andere).
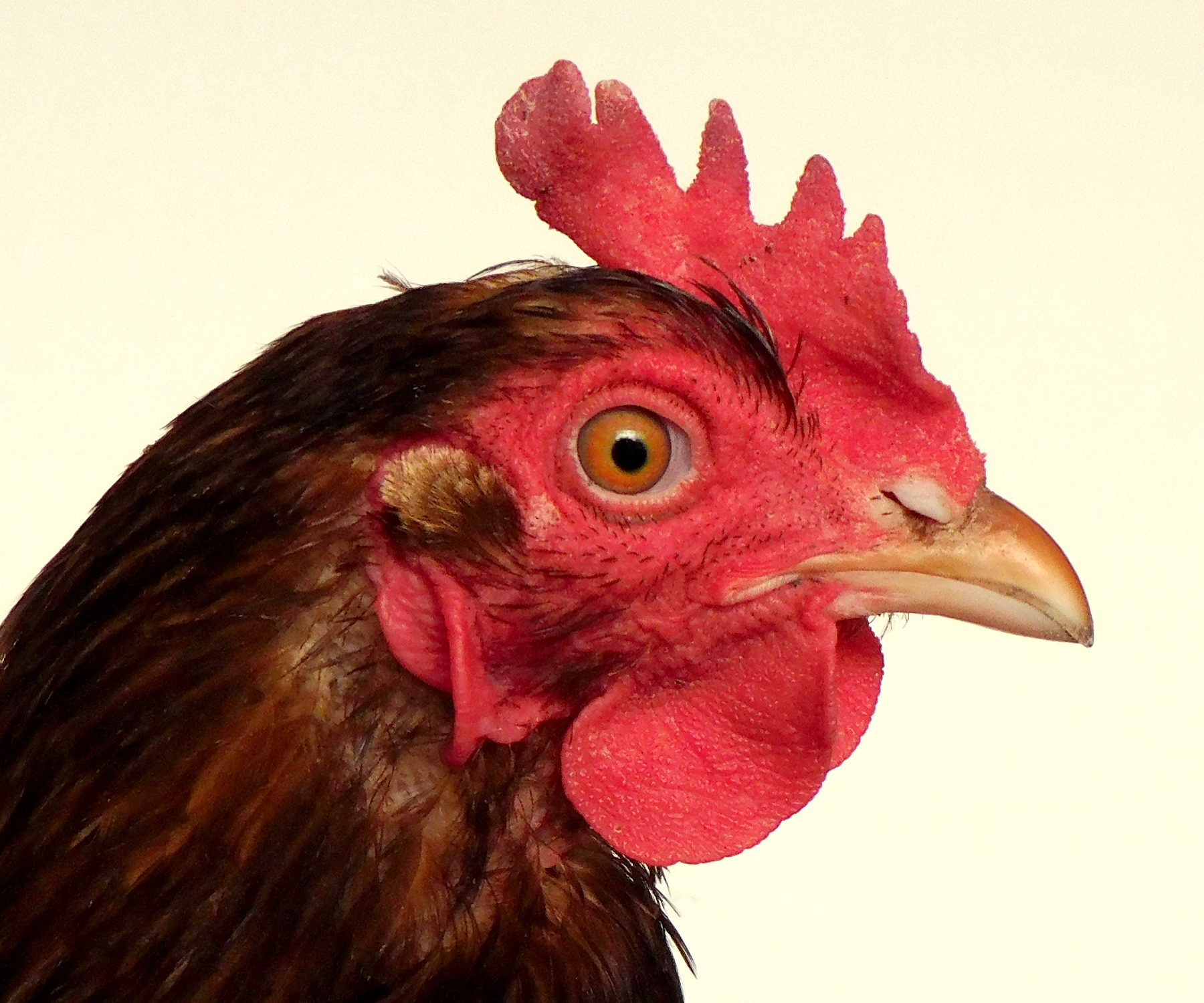
kop zijaanzicht